# Angus Miller Farquharson
Angus Durie Miller Farquharson (27 marzo 1935 – 10 gennaio 2018) è stato un filantropo britannico.

## Carriera
È stato incaricato come vice tenente di Aberdeenshire nel 1984 e come Vice Lord-luogotenente nel 1987.
Fece parte della Red Deer Commission (1986-1992). È stato anche un anziano della Chiesa di Scozia dal 1969 e fatto parte del consiglio di Generali Fiduciari (1995-2006). Dal 2006, Sir Angus è stato anche un direttore della Scottish Traditional Skills Training Centre.

## Matrimonio
Adottò il cognome di Farquharson nel 1961 quando sposò Alison Mary Farquharson di Finzean. La coppia ha due figli e una figlia.